# Vrijeme za … (1993.)
Vrijeme za …, hrvatski dugometražni film iz 1993. godine.